# El Far d'Empordà
El Far d'Empordà est une commune d'Espagne dans la communauté autonome de Catalogne, province de Gérone, de la comarque d'Alt Empordà

## Monuments et lieux touristiques
- L'église de Sant Martí del Far.